# José Álvarez de las Asturias Bohorques y Pérez de Guzmán
José Álvarez de las Asturias-Bohorques y Pérez de Guzmán –también conocido como José Álvarez de Bohorques– (San Sebastián, 30 de agosto de 1934), XI marqués de Trujillos, y IV marqués de Aulencia, es un jinete español que compitió en la modalidad de salto ecuestre.  Es hijo de José Álvarez de las Asturias-Bohorques y Goyeneche y de María Victoria Pérez de Guzmán y Moreno, III marquesa de Aulencia. Casado con Reyes Llosent y Muntadas, es padre de cinco hijos.
Ganó una medalla de plata en el Campeonato Mundial de Saltos Ecuestres de 1966 en la prueba individual.

## Palmarés internacional
| Campeonato Mundial | Campeonato Mundial       | Campeonato Mundial | Campeonato Mundial |
| Año                | Lugar                    | Medalla            | Categoría          |
| ------------------ | ------------------------ | ------------------ | ------------------ |
| 1966               | Buenos Aires (Argentina) | Medalla de plata   | Individual         |